# 瞿葆奎
瞿葆奎（1923年2月5日—2012年7月30日），字照藜，号宝魁，男，江苏宜兴人，中国教育学家，华东师范大学教授，曾任中国教育学会副会长、顾问。